# Sormano

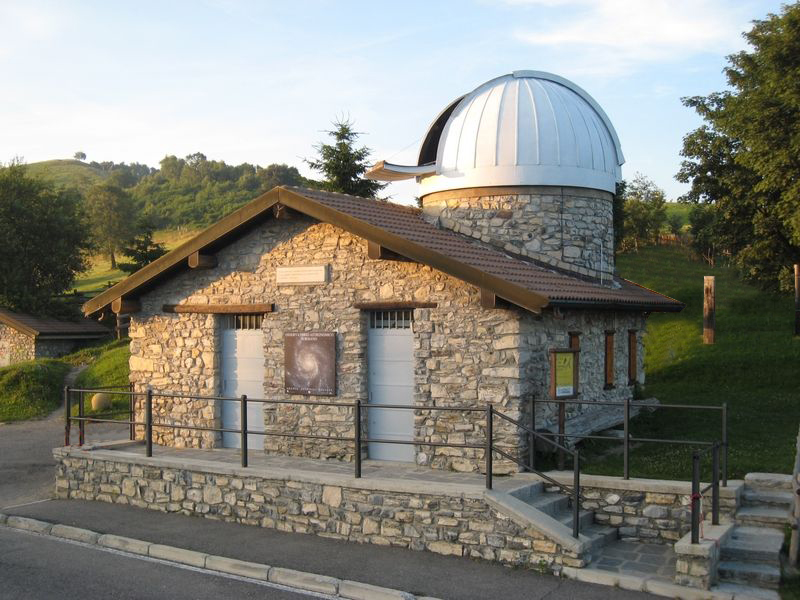
Astronomisches Observatorium

Sormano ist eine Gemeinde mit 648 Einwohnern (Stand 31. Dezember 2023) in der italienischen Provinz Como in der Region Lombardei. 

## Geographie
Sormano liegt zwischen dem südwestlichen und südöstlichen Arm des Comer Sees.
Die Nachbargemeinden sind Asso, Barni, Bellagio, Caglio, Lasnigo, Magreglio, Nesso und Zelbio.
Über die Muro di Sormano gelangt man zum gleichnamigen, 1124 Meter hohen Pass Colma di Sormano. Die Straße ist regelmäßig Bestandteil der Lombardei-Rundfahrt und gilt als eine der steilsten Abschnitte, die bei Profi-Radrennen befahren werden.

## Sehenswürdigkeiten
- Pfarrkirche Sant’Ambrogio (1677)[2]
- Kirche Beata Vergine di Caravaggio (1872)[3]
- Kirche Santa Maria (16. Jahrhundert)[4]
- Kirche Santissimo Crocefisso (1688)[5]
- Romanische Kirche Santa Valeria (11. Jahrhundert)[6]
- Block aus Granit genannt Prea Butigela

## Persönlichkeiten
- Pietro da Milano (um 1405–1473), Bildhauer, Medailleur und Architekt der Frührenaissance